# Corinth (Maine)
Corinth es un pueblo ubicado en el condado de Penobscot en el estado estadounidense de Maine. En el Censo de 2010 tenía una población de 2.878 habitantes y una densidad poblacional de 27,59 personas por km².

## Geografía
Corinth se encuentra ubicado en las coordenadas 44°58′50″N 69°0′39″O / 44.98056, -69.01083. Según la Oficina del Censo de los Estados Unidos, Corinth tiene una superficie total de 104.3 km², de la cual 104.3 km² corresponden a tierra firme y (0%) 0 km² es agua.

## Demografía
Según el censo de 2010, había 2.878 personas residiendo en Corinth. La densidad de población era de 27,59 hab./km². De los 2.878 habitantes, Corinth estaba compuesto por el 97.39% blancos, el 0.28% eran afroamericanos, el 0.52% eran amerindios, el 0.35% eran asiáticos, el 0% eran isleños del Pacífico, el 0.07% eran de otras razas y el 1.39% pertenecían a dos o más razas. Del total de la población el 0.69% eran hispanos o latinos de cualquier raza.